# أورفيوس ويوريديس

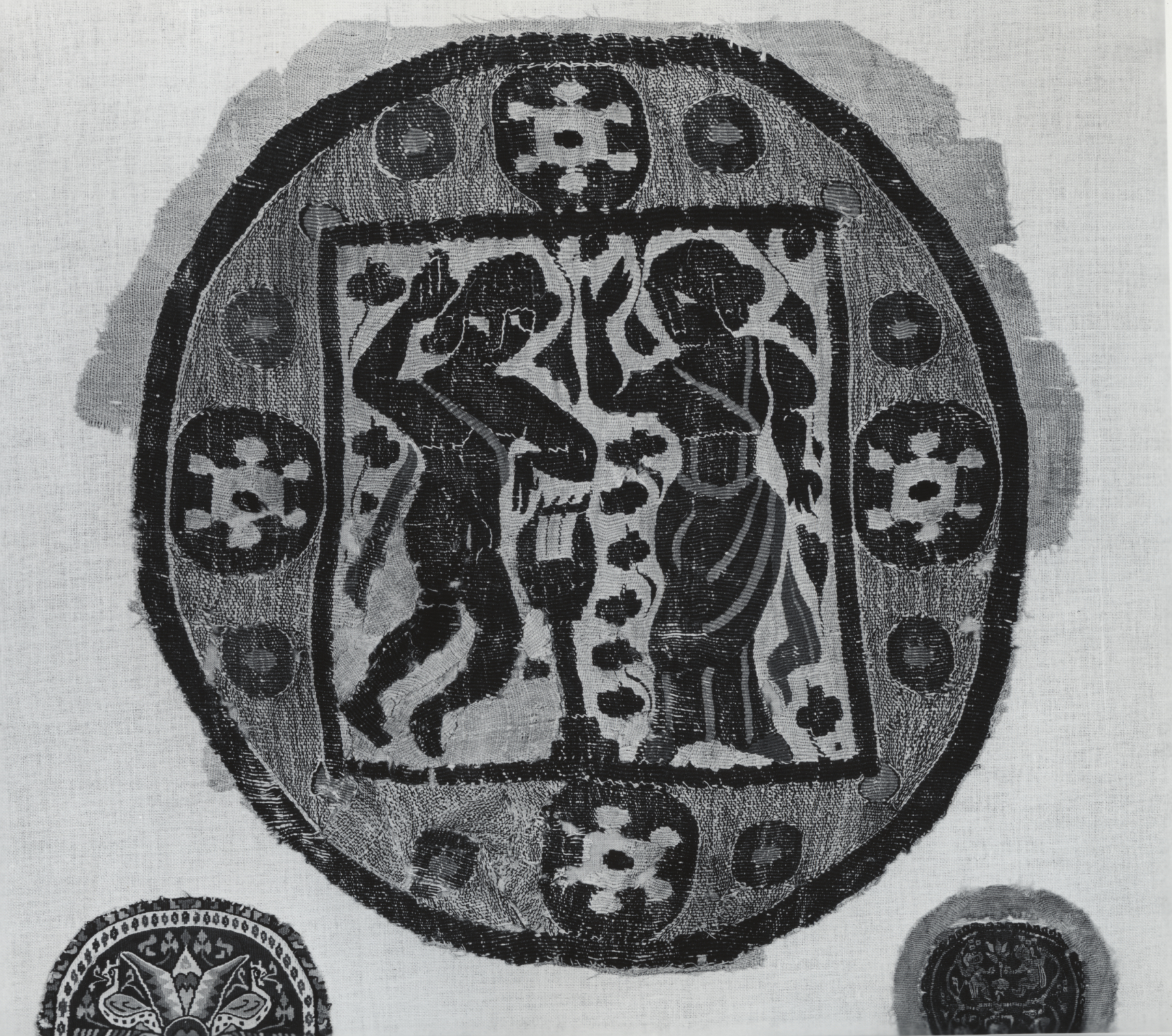
نسيج دائري مصري مع أورفيوس وأبولو، القرنين الخامس والسادس الميلادي

تتعلق الأسطورة القديمة لأورفيوس ويوريديس (باليونانية: Ὀρφεύς, Εὐρυδίκη, Orpheus, Eurydikē) بالحب المشؤوم لأورفيوس تراقيا ليوريديس الجميلة. كان أورفيوس ابن أبولو وملهمته كاليوبي. قد تكون إضافة متأخرة إلى أساطير أورفيوس، حيث يشير عنوان العبادة الأخير إلى تلك المرتبطة ببيرسيفون. ربما تكون مشتقة من أسطورة يسافر فيها أورفيوس إلى تارتاروس ويسحر الإلهة هيكات.[بحاجة لتوضيح] هذا الموضوع هو من بين كل الأساطير اليونانية التي أعيد سردها بشكل متكرر، حيث ظهر في العديد من الأعمال الأدبية والأوبرا والباليه واللوحات والمسرحيات ومؤخراً في الأفلام وألعاب الفيديو.